# قصبه را بلرزان
«قصبه را بجنبان» (به انگلیسی: Rock the Casbah) ترانه‌ای از گروه پانک راک انگلیسی د کلَش است. این ترانه در ژوئن ۱۹۸۲ و در قالب سومین تک‌آهنگ پنجمین آلبوم استودیویی کلش به‌نام کامبت راک منتشر شد. «قصبه را بجنبان» تنها ترانهٔ گروه بود که در زمان انتشارش در ایالات متحده در ردهٔ ۱۰ آهنگ پرفروش روز جای گرفت و تا ردهٔ ۸اُم بیلبورد هات ۱۰۰ صعود کرد.
گروه کلش این ترانه را در اعتراض به ممنوع شدن موسیقی راک در ایران پس از انقلاب ۱۳۵۷ ساخته‌است.

## متن ترانه
در متن «قصبه را بجنبان» تعدادی واژه‌های عربی، عبری، ترکی و وام‌واژه‌های سانسکریت وجود دارند مانند:
- Sharif: به‌معنی رئیس قبیله یا کسی که به‌شکل سنتی در قبایل عرب‌ها وظیفهٔ محافظت از قبیله و دارائی‌های اهالی قبیله را به‌عهده دارد.
- Bedouin: به‌معنی بادیه‌نشین
- Sheikh: شیخ و پیر از نگر عرب‌ها و مسلمان‌ها
- Kosher: کوشر یا غذای حلال از نگر یهودی‌ها
- Raga: راگا که یکی از فرم‌های موسیقی سنتی هندی است.
- Muezzin: مؤذن یا اذان‌گو
- Minaret: مناره
- Casbah: به‌معنی قصبه

شعر «قصبه را بلرزان» یک ماجرای خیالی را روایت می‌کند: «شریف» یا «پادشاه» یک قوم، موسیقی راک را ممنوع اعلام می‌کند و عده‌ای از مردم با این دستور او مخالفت می‌کنند. «شریف» دستور می‌دهد تا تعدادی هواپیمای جنگنده مخالفان را بمب‌باران کنند، اما خلبان‌ها از دستور او سرپیچی می‌کنند و به‌جایش در رادیوهای اتاقک‌های‌شان موسیقی راک گوش می‌دهند. وبگاه آل‌میوزیک منبع الهام جو استرامر برای سرودن شعر این ترانه را خبری دانسته که طبق آن پس از انقلاب ۱۳۵۷ ایران برخی افراد به جرم گوش کردن به نوارهای موسیقی غیرمجاز مانند موسیقی دیسکو شلاق می‌خوردند.

## پی‌نوشت
1. ↑  Combat Rock